# Laelapidae
Famille
Les Laelapidae  sont une famille d'acariens Mesostigmata. Elle contient près de 150 genres et 800 espèces.

## Classification
Melittiphidinae Evans & Till, 1966 synonyme Laelaspidini Casanueva, 1993
- Bisternalis Hunter, 1963
- Dinogamasus Kramer, 1898 synonyme Greenia Oudemans, 1901, Greeniella Banks, 1904 & Dolaea Oudemans, 1912
  - Dinogamasus (Dinogamasus) Kramer, 1898
  - Dinogamasus (Allophilaelaps) Cunliffe, 1959
- Hunteria Delfinado-Baker, Baker & Flechtmann, 1984
- Laelaspoides Eickwort, 1966
- Melittiphis Berlese, 1918
- Melittiphisoides Delfinado-Baker, Baker & Flechtmann, 1984
- Myrmolaelaps Trägårdh, 1906
- Neoberlesia Berlese, 1892
- Neohypoaspis Delfinado-Baker, Baker & Roubik, 1983
- Parabisternalis Ueckermann & Loots, 1995
- Pneumolaelaps Berlese, 1920
- Stevelus Hunter, 1963
- Urozercon Berlese, 1901 synonyme Termitacarus Trägårdh, 1906

Pseudolaelapinae Vitzthum, 1941 
- Praeparasitus Berlese, 1916
- Pseudolaelaps Berlese, 1916 nouveau nom de Hoplolaelaps Berlese, 1910 préoccupé par Berlese 1903

Hypoaspidinae Vitzthum, 1941
- Androlaelaps Berlese, 1903
  - Androlaelaps (fahrenholzi)
    - Androlaelaps (Alloparasitus) Berlese, 1920
    - Androlaelaps (Androlaelaps) Berlese, 1903 synonymes Gnatholaelaps Till, 1972 & Gromphadorholaelaps Till, 1969
    - Androlaelaps (Cosmolaelaps) Berlese, 1903
    - Androlaelaps (Euryaspis) Bernhard, 1973
    - Androlaelaps (Geolaelaps) Berlese, 1924
    - Androlaelaps (Haemolaelaps) Berlese, 1910 synonyme Hypoaspis Canestrini, 1884
    - Androlaelaps (Holostaspis) Kolenati, 1858 synonyme Olalaelaps Berlese, 1904
    - Androlaelaps (Hypoaspis) Canestrini, 1884
    - Androlaelaps (Hypoaspisella) Bernhard, 1973
    - Androlaelaps (Hypohasta) Karg, 1979
    - Androlaelaps (Laelaspis) Berlese, 1903
- Angosomaspis Costa, 1971
- Blaberolaelaps Costa, 1980
- Chapalania Hoffmann & Lopez-Campos, 1995
- Coleolaelaps Berlese, 1914
- Cypholaelaps Berlese, 1916
- Dicrocheles Krantz & Khot, 1962
- Donia Oudemans, 1939
- Dynastaspis Costa, 1971
- Dyscinetonyssus Moss & Funk, 1965
- Jordensia Oudemans, 1937
- Laelantennus Berlese, 1903
- Laelaspulus Berlese, 1903
- Lucanaspis Costa, 1971
- Meliponaspis Vitzthum, 1930
- Myrmeciphis Hull, 1923
- Myrmosleichus Berlese, 1903
- Myrmozercon Berlese, 1902 synonyme Myrmonyssus Berlese, 1903
- Phytojacobsonia Vitzthum, 1925
- Podolaelaps Berlese, 1888
- Promacrolaelaps Costa, 1971
- Pseudoparasitus Oudemans, 1902
  - Pseudoparasitus (Pseudoparasitus) Oudemans, 1902 synonyme Austrogamasus Womersley, 1942, Austrogamasellus Domrow, 1957, Gymnolaelaps Berlese, 1916, Hoplolaelaps Berlese, 1903 & Laeliphis Hull, 1925
  - Pseudoparasitus (Ololaelaps) Berlese, 1904 synonyme Pristolaelaps Womersley, 1956
  - Pseudoparasitus (Oloopticus) Karg, 1978
- Sphaeroseius Berlese, 1904 synonyme Brucharachne Mello-Leitao, 1925
- Stamfordia Trägårdh, 1906
- Stratiolaelaps Berlese, 1916 synonyme Davisiella Zumpt & Patterson, 1951
- Zontia Türk, 1948

Hyletastinae Vitzthum, 1941
- Cosmiphis Vitzthum, 1926
- Gopriphis Berlese, 1910
- Hyletastes Gistel, 1848 nouveau nom de Iphis Koch, 1836 préoccupé par Meigen 1800 (Diptera)
- Oloiphis Berlese, 1916
- Uroiphis Berlese, 1903

Iphiopsinae Kramer, 1886 synonyme Scissuralaelapinae Casanueva, 1993 & Gecarcinolaelapini Casanueva, 1993
- Berlesia Canestrini, 1884
- Cyclothorax von Frauenfeld, 1868
- Dynatochela Keegan, 1950
- Gecarcinolaelaps Casanueva, 1993
- Iphiolaelaps Womersley, 1956
- Iphiopsis Berlese, 1882
- Jacobsonia Berlese, 1910 synonyme Greeniella Berlese, 1910
  - Jacobsonia (Jacobsonia) Berlese, 1910
  - Jacobsonia (Parajacobsonia) Evans, 1955
- Julolaelaps Berlese, 1916
- Ljunghia Oudemans, 1932
  - Ljunghia (Ljunghia) Oudemans, 1932
  - Ljunghia (Metaljunghia) Fain, 1989
- Narceolaelaps Kethley, 1978
- Scissuralaelaps Womersley, 1945
- Scolopendracarus Evans, 1955

Laelapinae Trägårdh, 1908 synonyme Mesolaelapinae Tenorio, 1974 & Myonyssinae Strandtmann & Wharton, 1965
- Aetholaelaps Strandtmann & Camin, 1956
- Andreacarus Radford, 1953
  - Andreacarus (Andreacarus) Radford, 1953
  - Andreacarus (Andreacaroides) Fain, 1991
- Atricholaelaps Ewing, 1929 synonyme Ischnolaelaps Fonseca, 1935
- Austrolaelaps Womersley, 1956
- Bewsiella Domrow, 1958
- Bolivilaelaps Fonseca, 1940
- Cavilaelaps Fonseca, 1935
- Chrysochlorolaelaps Evans & Till, 1966
- Cyclolaelaps Ewing, 1933
- Domrownyssus Evans & Till, 1966
- Echinolaelaps Ewing, 1929
- Ellsworthia Türk, 1945 synonymes Hemilaelaps Ewing, 1933 & Ophidilaelaps Radford, 1947
- Eubrachylaelaps Ewing, 1929
- Eugynolaelaps Berlese, 1918
- Eumellitiphis Türk, 1948
- Geneiadolaelaps Ewing, 1929
- Gigantolaelaps Fonseca, 1939
- Hymenolaelaps Furman, 1972
- Ichoronyssus Kolenati, 1858
  - Ichoronyssus (Bianyssus) Wen Tin-Whan, 1975
  - Ichoronyssus (Ichoronyssus) Kolenati, 1858
  - Ichoronyssus (Spinolaelaps) Radford, 1940 synonyme Plesiolaelaps Womersley, 1957
- Japanasternolaelaps Hirschmann & Hiramatsu, 1984
- Laelaps Koch, 1836 synonyme Schistolaelaps Fonseca, 1960 nouveau nom de Schizolaelaps Fonseca, 1959 préoccupé par Womersley 1956
  - Laelaps (Laelaps) Koch, 1836
  - Laelaps (Mastigolaelaps) Tenorio & Radovsky, 1973
  - Laelaps (Hyperlaelaps) Zakhvatkin, 1948
  - Laelaps (Microtilaelaps) Zakhvatkin, 1948
  - Laelaps (Myolaelaps) Zakhvatkin, 1948
  - Laelaps (Rattilaelaps) Zakhvatkin, 1948
  - Laelaps (Typhlomylaelaps) Petrova & Taskaeva, 1964
- Laelapsella Womersley, 1955
- Ligialaelaps Radford, 1942
- Liponysella Hirst, 1925
- Longolaelaps Vitzthum, 1926
- Macrolaelaps Ewing, 1929
- Mesolaelaps Hirst, 1926 synonyme Heterolaelaps Hirst, 1926
- Mungosicola Radford, 1942
- Myonyssoides Hirst, 1925
- Myonyssus Tiraboschi, 1904 synonyme Tetragonyssus Ewing, 1923
- Mysolaelaps Fonseca, 1935
- Nakhoda Domrow & Nadchatram, 1975
- Neolaelaps Hirst, 1926
- Neoparalaelaps Fonseca, 1935 nouveau nom de Paralaelaps Fonseca, 1935 préoccupé par Trägårdh 1908
- Notolaelaps Womersley, 1957
- Ondatralaelaps Evans & Till, 1965
- Ornitholaelaps Okereke, 1968
- Oryctolaelaps Lange, in Bregetova, Bulanova-Zakhvatkina, Volgin, Dubinin, Zakhvatkin, Zemskaya, Lange, Pavlovskii, Serdyukova & Shluger 1955
- Peramelaelaps Womersley, 1956
- Pililaelaps Radford, 1947 synonyme Banksia Radford, 1942 préoccupé par Voigts & Oudemans 1905 et Rad Baker & Wharton, 1952
- Radfordilaelaps Zumpt, 1949
- Raymentia Womersley, 1956
- Reticulolaelaps Costa, 1968
- Rhodacantha Domrow, 1979
- Rhyzolaelaps Bregetova & Grokhovskaya, 1961
- Sinolaelaps Gu & Wang, 1979
- Steptolaelaps Furman, 1955
- Sternolaelaps Zumpt & Patterson, 1951
- Tricholaelaps Vitzthum, 1926
- Tur Baker & Wharton, 1952 nouveau nom de Protonyssus Türk, 1947 préoccupé par Trouessart 1915
- Tylolaelaps Gu & Wang, 1979
- Ugandolaelaps Radford, 1942

Alphalaelapinae Tipton, 1960
- Alphalaelaps Radford, 1951

Sous-famille indéterminée
- Camerolaelaps Fonseca, 1960
- Cerambylaelaps Costa, 1979
- Chalaza Domrow, 1990
- Chamolaelaps Hull, in Türk & Türk 1952
- Chelanyssus Zumpt & Till, 1953
- Chirolaelaps Heath, Bishop & Daniel, 1987
- Conolaelaps Womersley, 1959
- Dianolaelaps Gu & Duan, 1990
- Dipolaelaps Zemskaya & Piontkovskaya, 1960
- Echinonyssus Hirst, 1925
- Gammaridacarus Canaris, 1962
- Garmania Nesbitt, 1951
  - Garmania (Garmania) Nesbitt, 1951
  - Garmania (Paragarmania) Nesbitt, 1951
- Halbertia Türk & Türk, 1952
- Hunteracarus Costa, 1975
- Laelapsoides Willmann, 1952
- Lukoschus Radovsky & Gettinger, 1999
- Mabuyonyssus Till, 1957
- Manisilaelaps Lavoipierre, 1956
- Metaspinolaelaps Till, 1958
- Neospinolaelaps Zumpt & Patterson, 1952
- Pleisiolaelaps Womersley, 1957
- Qinghailaelaps Gu & Yang, 1984
- Rhinolaelaps Fonseca, 1960
- Scorpionyssus Fain & Rack, 1988
- Stigmatolaelaps Krantz, 1998
- Tengilaelaps Gu & Wang, 1996
- Tropilaelaps Delfinado & Baker, 1961
- Turkiella Zumpt & Till, 1953
- Xylocolaelaps Royce & Krantz, 2003
- Zygolaelaps Tipton, 1957